# Rahzel
Rahzel (født i Queens i New York City som Rahzel M. Brown) er en amerikansk beatboxer, som også kalder sig selv for "Godfather of Noyze". Rahzel udgav sit debut-soloalbum Make The Music 2000 i 1999,, hvor det at rappe samtidig med beatboxing spiller en væsentlig rolle. Dernæst udkom hans andet soloalbum Rahzel's Greatest Knockouts i 2003. Rahzel var tidligere medlem af The Roots.
Under sin opvækst i Bronx gik Rahzel regelmæssigt til koncerter med Grandmaster Flash, og senere blev han roadie for Ultramagnetic MCs og var supporter for LL Cool J. I 1995 tilsluttede han sig rapgruppen The Roots. Rahzel er inspireret af kunstnere som Doug E. Fresh, Biz Markie, Bobby McFerrin, Buffy fra The Fat Boys og Al Jarreau.
Det bemærkelsesværdige ved Rahzel er, at han behersker at rappe henholdsvis synge og beatboxe samtidig, hvilket i særdeleshed kommer til udtryk i hans velnok mest populære nummer "If Your Mother Only Knew" (Om bare din mor vidste), en coverversion på Aaliyahs sang "If Your Girl Only Knew".
Rahzel optrådte sammen med Mike Patton på Roskilde Festival 2005.

## Diskografi
- 1999: Make the Music 2000
- 2003: Rahzel's Greatest Knock Outs